# Georgina Haig
Georgina Haig (Melbourne, 3 agosto 1985) è un'attrice australiana, nota per aver interpretato l'agente della Divisione Fringe Henrietta Bishop, personaggio della serie televisiva Fringe, Zamira nella serie australiana per bambini The Elephant Princess, e Elsa in C'era una volta.

## Biografia
Figlia di Russell Hagg (che cambiò il suo cognome in Haig), scrittore australiano che ha lavorato su una serie di lungometraggi nel Regno Unito, tra cui  Arancia meccanica, si è laureata presso la Western Australian Academy of Performing Arts nel 2008. Da allora è apparsa in numerosi film australiani e serie televisive, interpretando ruoli principali in Road Kill, Wasted On The Young e Underbelly: A Tale of Two Cities . È apparsa nella seconda serie di The Elephant Princess nel 2011.
Nel 2011, è stata considerata per il ruolo di Andromeda nel film La furia dei titani, accanto diverse altre attrici, ma la parte è stata assegnata a Rosamund Pike. Successivamente, la Haig è stata valutata per il ruolo di Gwen Stacy nel film The Amazing Spider-Man del 2012, ma ha perso la parte a favore di Emma Stone. Nel 2012, si è fatta conoscere in Italia grazie a diverse apparizioni nella serie Fringe, interpretando Henrietta "Etta" Bishop. Ha interpretato il personaggio di Elsa, protagonista del film d'animazione Frozen - Il regno di ghiaccio, nella quarta stagione della serie televisiva C'era una volta.

## Filmografia

### Cinema
- Iris, regia di Gary Sewell – corto (2008)
- Road Train, regia di Dean Francis (2010)
- Wasted on the Young, regia di Ben C. Lucas (2010)
- Crawl, regia di Paul China (2011)
- The Sapphires, regia di Wayne Blair (2012)
- Nerve, regia di Sebastien Guy (2013)
- Late Night With the Devil, regia di Cameron e Colin Cairnes (2023)

### Televisione
- Underbelly – serie TV, 6 episodi (2009-2010)
- Rescue Special Ops – serie TV, 3 episodi (2010)
- The Elephant Princess – serie TV, 26 episodi (2011)
- Dance Academy – serie TV, 3 episodi (2012)
- Fringe – serie TV, 7 episodi (2012)
- A Moody Christmas – serie TV, episodio 1x05 (2012)
- The Elegant Gentleman's Guide to Knife Fighting – serie TV, 6 episodi (2013)
- Reckless – serie TV, 13 episodi (2014)
- C'era una volta (Once Upon a Time) – serie TV, 12 episodi (2014)
- Maximum Choppage – serie TV, 6 episodi (2015)
- Childhood's End – miniserie TV, 3 puntate (2015)
- Limitless – serie TV, 4 episodi (2016)
- The Crossing – serie TV, 9 episodi (2018)
- Radio Silence - Morte in onda (Radio Silence), regia di Philippe Gagnon - film TV (2019)
- Affari segreti di damigelle (Secret Bridesmaids' Business) – miniserie TV, 6 puntate (2019)
- Snowpiercer – serie TV, 4 episodi (2021)
- Archive 81 - Universi alternativi (Archive 81) – serie TV, 2 episodi (2022)

## Doppiatrici italiane
Nelle versioni in italiano delle opere in cui ha recitato, Georgina Haig è stata doppiata da:
- Domitilla D'Amico in Limitless, Radio Silence - Morte in onda
- Gaia Bolognesi in Reckless, Affari segreti di damigelle
- Gemma Donati in Childhood's End
- Maria Letizia Scifoni in Fringe
- Serena Autieri in C'era una volta
- Chiara Francese in Late Night with the Devil